# Chakana

Chakana

La Chakana, croce andina o croce quadrata è un simbolo millenario originario delle Ande.

## Simbologia

Metodo di costruzione

Rappresenta la costellazione della croce del Sud e simboleggia i tre livelli di vita Inca: il mondo basso, questo mondo e il mondo superiore.
I tre livelli sono rappresentati anche da tre animali, rispettivamente il serpente, il puma e il condor.
Il Chakana è rappresentato nei luoghi sacri e nei templi, inoltre è raffigurato spesso in artefatti e gioielli.
Al centro della croce andina si trova un buco, esso rappresenta il cerchio della vita, è l'ombelico Inca, ovvero il Cusco.
La croce ha dodici angoli che rappresentano i dodici mesi dell'anno, mentre i quattro bracci rappresentano i quattro punti cardinali.
I tre diversi livelli, che rappresentano i tre mondi: Hanan Pacha, il mondo di sopra (che rappresenta la divinità del sole la luna e le stelle ed è rappresentato dal Condor); Kay Pacha questo mondo (che rappresenta la vita ed è raffigurato dal puma); e Uku Pacha, il mondo di sotto (che rappresenta la morte ed ha come simbolo il serpente).

## Etimologia
Letteralmente, Chakana è un vocabolo di origine quechua, deriva dall'unione delle parole chaka (ponte, unione) e hanan (alto, grande). Chakana sta a significare: unione con l'Hanan Pacha, ovvero il mondo superiore, il mondo dei cieli dove vivono le divinità.

## Cosmovisione andina
Nel mondo andino la cosmovisione è legata principalmente alla cosmografia, cioè alla descrizione del cosmo, in questo caso corrispondente al cielo australe. In questo contesto simbolico la costellazione della croce del Sud assume un significato simbolico particolare, questa costellazione è stata denominata fin dell'antichità Chakana.
Nell'universo andino esistono mondi paralleli, simultanei e comunicanti tra loro. La comunicazione tra questi mondo è affidata alle entità naturali e spirituali. Proprio il Chakana rappresenta questa comunicazione.